# Metsavan
Metsavan (in armeno Մեծավան?) è un comune di 5 178 abitanti (2008) della Provincia di Lori in Armenia.